# Bruno Loatti
Bruno Loatti (Castel Bolognese, província de Ravenna, 26 de febrer de 1915 - Bolonya, 25 de setembre de 1962) va ser un ciclista italià que fou professional entre 1939 i 1952. Es va especialitzar en el ciclisme en pista, on va guanyar una medalla de plata al Campionat del món de Velocitat amateur de 1938, per darrere del neerlandès Jef van de Vijver. Va participar en els Jocs Olímpics de Berlín on va quedar quart a la prova de tàndem, fent parella amb Carlo Legutti.

## Palmarès
- 1939
  -  Campió d'Itàlia en Velocitat